# Puerto del Salitre
Puerto del Salitre är en ort i Mexiko.   Den ligger i kommunen Cadereyta de Montes och delstaten Querétaro Arteaga, i den centrala delen av landet, 160 km norr om huvudstaden Mexico City. Puerto del Salitre ligger 2 073 meter över havet och antalet invånare är 868.
Terrängen runt Puerto del Salitre är kuperad. Runt Puerto del Salitre är det ganska glesbefolkat, med 38 invånare per kvadratkilometer. Närmaste större samhälle är Cadereyta de Montes, 13,4 km väster om Puerto del Salitre. Trakten runt Puerto del Salitre består i huvudsak av gräsmarker.